# Bistum Youngstown
Das Bistum Youngstown (lat.: Dioecesis Youngstoniensis) ist eine in den Vereinigten Staaten gelegene römisch-katholische Diözese mit Sitz in Youngstown, Ohio.

## Geschichte
Das Bistum wurde am 15. Mai 1943 durch Papst Pius XII. aus Gebietsabtretungen des Bistums Cleveland errichtet und dem Erzbistum Cincinnati als Suffraganbistum unterstellt.

## Territorium
Das Bistum Youngstown umfasst die Gebiete Ashtabula County, Columbiana County, Mahoning County, Portage County, Stark County und Trumbull County.

## Bischöfe von Youngstown
- James Augustine McFadden, 1943–1952
- Emmet Michael Walsh, 1952–1968
- James William Malone, 1968–1995
- Thomas Joseph Tobin, 1995–2005, dann Bischof von Providence
- George Vance Murry SJ, 2007–2020
- David Bonnar, seit 2020

## Weblinks

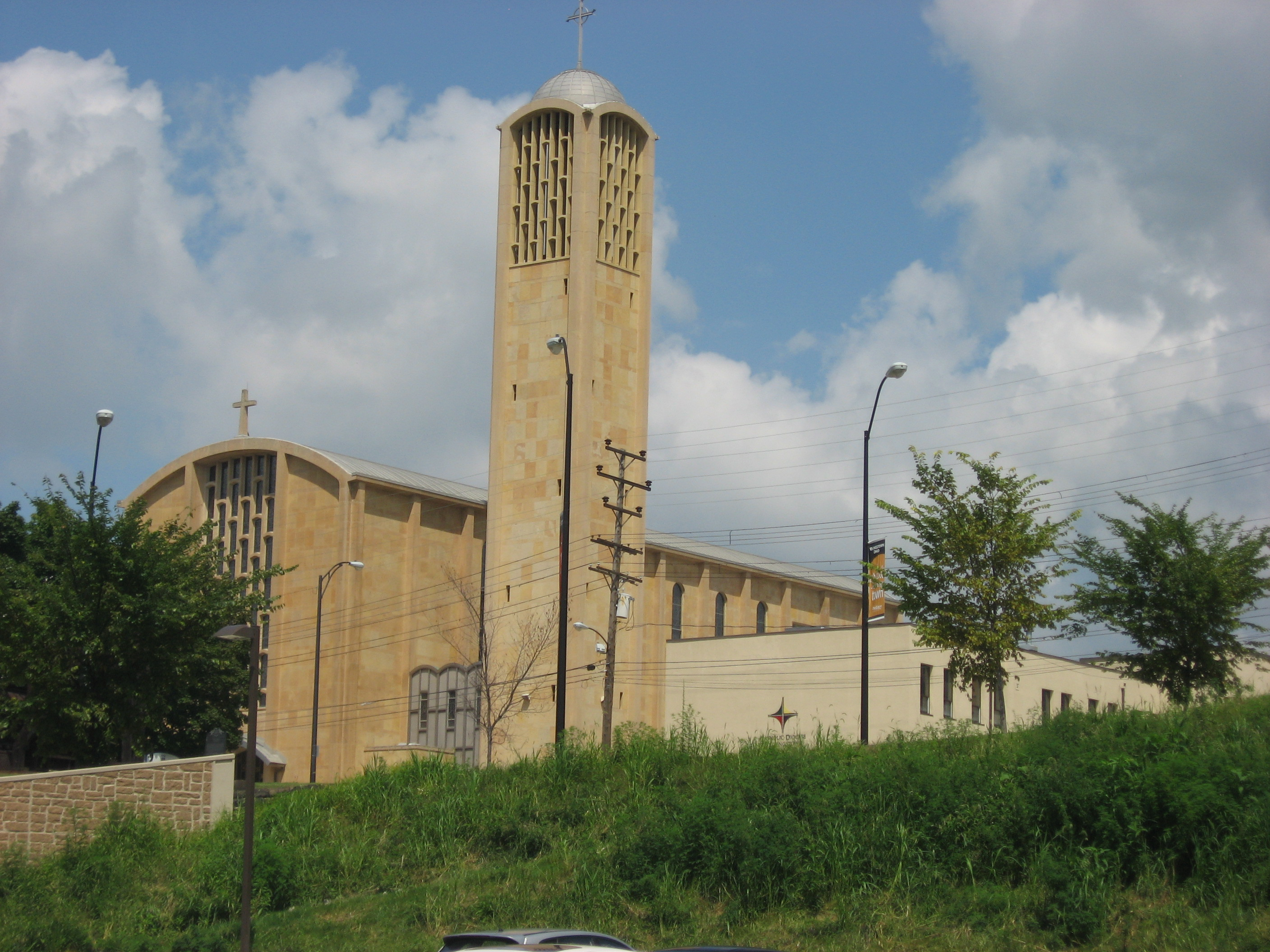
St. Columba Cathedral in Youngstown